# اتحاد دموکراتیک (پرتغال، ۲۰۲۴)
ائتلاف AD – PSD/CDS ( پرتغالی: AD – Coligação PSD/CDS   ، میلادی ) یک فراکسیون راست میانه در پرتغال است. این ائتلاف متشکل است از  حزب سوسیال دموکرات (PSD) و حزب مردم (CDS-PP) تشکیل شده است، تجدید حیات ائتلاف هم‌نامی است که بین سال‌های ۱۹۷۹ تا ۱۹۸۳ در انتخابات شرکت داشت. بین سال‌های ۲۰۲۴ و ۲۰۲۵، این حزب با نام AD - اتحاد دموکراتیک - شناخته می‌شد و حزب سلطنت‌طلب خلق (PPM) را نیز در بر می‌گرفت.

## اولین تلاش‌ها
مارسلو ربلو دِ سوزا در سال ۱۹۹۸ تلاشی را برای ایجاد یک اتحاد دموکراتیک جدید بین حزب سوسیال دموکرات و حزب مردم (CDS-PP؛ CDS سابق) به رهبری پائولو پورتاس رهبری کرد. این حزب در انتخابات اروپایی ۲۰۰۴ با نام فورچا پرتغال شرکت کرد، اما متعاقباً منحل شد. با این حال، هر دو حزب سوسیال دموکرات و دموکرات مسیحی-مردم بعداً  باهم توافق کردند تا تحت یک فهرست مشترک به نام اتحاد پرتغال در انتخابات اروپایی ۲۰۱۴ شرکت کنند.
در انتخابات قانونگذاری سال ۲۰۱۵، احزاب PSD و CDS-PP در ائتلافی به نام پرتغال پیشرو با هم رقابت کردند.

اتحاد دموکراتیک تنها برای رقابت در انتخابات ۲۰۲۲ در آزور احیا شد. این ائتلاف با ۳۴ درصد آرا در جایگاه دوم قرار گرفت و ۲ نماینده به پارلمان راه یافتند.
1. ↑  On ballot papers.
2. ↑  Common use abbreviation.